# 가와나베 료스케
가와나베 료스케(일본어: 川鍋 良祐, 1986년 2월 26일 ~ )는 일본의 전 축구 선수이다.

## 구단 경력
과거 도치기 SC, 기라반츠 기타큐슈, 마쓰모토 야마가 FC, AC 나가노 파르세이루, 가이나레 돗토리에서 활동하였다.